# Styrtbombefly
Et styrtbombefly er et bombefly, som dykker direkte ned mod målet for at opnå en bedre præcision ved bombningen og for at gøre det et mindre mål for antiluftskyts. Denne type fly blev fortrinsvis anvendt før og under 2. verdenskrig. Brugen af denne type fly aftog efter afslutningen af 2. verdenskrig.

## Teknik
Med et næsten lodret dyk ned mod målet, og samme retning som bomberne ville falde, slipper flyet bomberne på klods hold ved høj hastighed. Det giver styrtbombeflyet mulighed for at placere bomberne indenfor et forholdsvis lille område og ramme forholdsvis små eller bevægelige mål med ret høj nøjagtighed. Hertil kommer, at der ikke kræves et kompliceret sigteapparat.
Styrtbombefly blev brugt til at angribe mål med høj værdi, såsom skibe og broer. Det gav også mulighed for at angribe skibe på et svagt punkt. Pansringen var størst omkring vandlinjen og mindst eller ikke eksisterende på dækket. Hertil kom, at styrtbombning tillod forholdsvis små fly, som havde en begrænset bombelast at forårsage uforholdsmæssig stor skade.
På negativsiden kan nævnes at optimering af et fly til omtrent lodrette dykninger skete på bekostning af præstationerne på andre områder. Desuden var et styrtbombefly ekstremt sårbar overfor antiluftskyts på vej mod målet. Der blev anvendt luftbremser, der skabte luftmodstand, som bremsede flyets fart for at forbedre præcisionen. De fandtes næsten udelukkende på styrtbombefly dengang, mens luftbremser findes på mange senere fly.

## Historie

### 1. Verdenskrig
Den første dokumenterede anvendelse af styrtbombning var en ad-hoc løsning, som blev anvendt af britiske Royal Air Force piloter under 1. Verdenskrig. I 1917 og 1918 benyttede de teknikken på Orford Ness øvelsesområdet, men datidens fly var generelt for svage til at kunne holde til den acceleration, som fremkom når man trak ud af dykket efter at have kastet bomberne. Blot nogle få år senere anvendte United States Marine Corps piloter systemet under besættelsen af Haiti og Nicaragua.
Efterhånden som fly blev stærkere og kunne bære mere, blev teknikken mere værdifuld. I starten af 1930'erne blev teknikken klart foretrukket i den taktiske doktrin, især mod mål, som ellers ville være for vanskelige at ramme med almindelige bombefly. Mens den amerikanske hærs luftvåben koncentrerede sig om massangreb med meget store bombefly bestilte flåden sine første specialbyggede styrtbombefly, Curtiss Falcon F8C Hell-Diver biplan (ikke at forveksle med SB2C Helldiver).
Generelt var styrtbombning en teknik, som blev foretrukket af flådeluftstyrker. Deres fly måtte ofte operere fra små landingsbaner eller skibe, hvilket begrænsede deres størrelse. Deres mål var ofte bevægelige mål, såsom skibe. Kombinationen af en lille bombelast og behovet for præcision gjorde styrtbombningsteknikken mere hensigtsmæssig end andre alternativer.

### 2. Verdenskrig
Sært nok var den eneste større styrke, som ikke anvendte en dedikeret styrtbomber, briterne, som havde opfundet taktikken. Royal Navy forsøgte at indføre deres egen maskine ved flere lejligheder, men det lykkedes dem aldrig af forskellige årsager, ikke mindst på grund af politisk indblanding fra RAF. De fik kun en hybrid: Blackburn Skua, et styrtbombefly/jager som blev brugt i en kort periode og i begrænset antal og Fairey Barracuda, et styrtbombefly som også var et torpedobombefly.

#### Europa
I starten af 1930'erne besøgte Ernst Udet USA og det lykkedes ham at købe fire F8Cer og sende dem til Tyskland, hvor de forårsagede en mindre revolution. Styrtbombeteknikken ville gøre det muligt for et meget mindre Luftwaffe at operere i en taktisk rolle, og det var alt hvad de var interesseret i. De afgav snart ordrer på deres egne styrtbombemodeller, hvilket resulterede i den mågevingede Junkers Ju 87 Stuka (en sammentrækning af Sturzkampfflugzeug, dvs. "styrt-kampfly").
På daværende tidspunkt var Stuka det mest avancerede styrtbombefly i verden. Ved hjælp af dette "luftbårne artilleri" løste man et stort problem indenfor rammerne af Blitzkrieg — hvordan man angriber nedgravede forsvarsstillinger. Normalt ville dette kræve langsommeligt feltartilleri, hvilket ville kræve at de hurtigt fremrykkende panserstyrker måtte vente på det.
Dette blev bevist med stor effekt under invasionen af Polen og Nederlandene. Ved en bestemt lejlighed etablerede den britiske ekspeditionsstyrke en stærk defensiv stilling på den vestlige bred af floden Oise lige foran de hurtigt fremrykkende tyske kampvogne. Angreb fra Stukaer gennembrød hurtigt forsvaret og ingeniørtropper kunne gennemtvinge en overgang længe før artilleriet nåede frem. Et andet vigtigt eksempel herpå var de store luftangreb den 13. maj 1940 mod stærke franske forsvarsstillinger ved Sedan i Slaget om Frankrig, hvilket gav de tyske styrker mulighed for et hurtigt og for de allierede uventet gennembrud gennem de franske linjer, hvilket i den sidste ende førte til den tyske fremrykning til Kanalen og afskæring af en stor del af de allieredes hære.
Trods dens succes under felttoget i Frankrig viste Stukaens svagheder sig snart under Slaget om England hvor et stort antal Stukaer gik tabt på grund af dens utilstrækkelighed som taktisk bombefly.
Junkers Ju 87 Stuka var det eneste styrtbombefly, som blev anvendt i stor stil mod mål på land og på havet, især ved bekæmpelse af kampvogne på land. Da Tyskland mistede herredømmet i luften blev de sårbare overfor det sovjetiske luftvåben og fra 1943 begyndte der at ske et skifte til en mere konventionel taktik med artilleriangreb.

#### Stillehavskrigen
Japanerne brugte også betydelige ressourcer på styrtbombefly af samme grund som amerikanerne – for at kunne bruge dem til angreb på skibe. De indledte krigen med en af de bedste modeller, Aichi D3A Val, men denne model blev også hurtigt forældet, tildels fordi den havde faste landingshjul ligesom Stukaen. Senere indførte de den langt bedre Yokosuka D4Y Suisei, men det skete på et tidspunkt hvor deres industri var ude af stand til at levere dem i større tal. Til gengæld brugte amerikanerne Douglas SBD Dauntless som havde præstationer i lighed med D3A, men udskiftede den senere med den hurtigere og mere avancerede Curtiss SB2C Helldiver. Begge modeller blev fremstillet i store antal.
Det mest berømte og vellykkede eksempel på et vellykket styrtbombeangreb fra flåde fandt sted under slaget om Midway i juni 1942 da amerikanske Dauntlessfly indenfor seks minutter ramte tre store japanske hangarskibe så de senere sank.

## Nedgang
Efter krigen forsvandt styrtbombeflyet hurtigt. Antiluftskytset var blevet bedre og det samme var hastigheden og effektiviteten af jagerne mod de sårbare langsomme styrtbombefly. Samtidig betød bedre bombesigter at man kunne opnå stadig bedre præcision i bombningen uden stejle dyk, og disse sigter kunne monteres på næsten ethvert fly, især jagere, hvilket kraftigt forbedrede effektiviten af jagerbomberne. Selv om flyene i et vist omfang stadig kunne dykke mod deres mål var de ikke længere bygget efter at dykke stejlt – med de omkostninger det havde på andre områder. De disse fly kunne bruges til mange andre formål, blev de ikke anset for at være styrtbombefly.
I dag anvendes præcisionsvåben ved bombning. Bomber kan kastes langt væk fra målet i stor højde, så flyet ikke udsættes for større risiko. Bomben styrer sig selv mod målet ved hjælp af en række metoder. Heriblandt kan nævnes laserstyring, GPS-styring, radarstyring, infrarød styring, tv-styring og interti-styret vindkorrektion. Bombesigter giver fortsat mulighed for at kaste bomber – en form for omvendt styrtbombning, hvor et fly kaster sine bomber mens det stiger i en stejl vinkel fra lav højde.